# Pirates of the Caribbean: On Stranger Tides
Pirates of the Caribbean: On Stranger Tides (no Brasil, Piratas do Caribe: Navegando em Águas Misteriosas; em Portugal, Piratas das Caraíbas: Por Estranhas Marés) é um filme estadunidense de fantasia Swashbuckler de 2011, dirigido por Rob Marshall. É o quarto filme da série Pirates of the Caribbean, distribuído pela Walt Disney Pictures, produzido por Jerry Bruckheimer e estrelado por Johnny Depp, Penélope Cruz, Ian McShane, Geoffrey Rush, Kevin McNally, Àstrid Bergès-Frisbey, Sam Claflin, Gemma Ward e Richard Griffiths.
O filme foi anunciado em 2008 e as filmagens começaram em junho de 2010. Diferente dos filmes anteriores, que foram filmados em locações no Caribe, On Stranger Tides foi filmado em locação no Havaí. Seu enredo é inspirado no livro On Stranger Tides, de Tim Powers - que já havia inspirado o jogo The Secret of Monkey Island, da LucasArts - e apresenta o Capitão Jack Sparrow procurando a Fonte da Juventude e confrontando o lendário pirata Barba Negra. É o primeiro filme da série a ser dirigido por Rob Marshall, e não por Gore Verbinski. Também é o primeiro a mostrar versões ficcionais de figuras históricas, como Barba Negra, Jorge II da Grã-Bretanha, Henry Pelham e Fernando VI da Espanha. Estreou em 20 de maio de 2011, em Disney Digital 3-D e IMAX 3-D, além das versões normais de duas dimensões e IMAX. Foi um dos filmes mais caros já produzidos.

## Enredo
Jack Sparrow está a procura da lendária Fonte da Juventude, porém se encontra sem navio ou tripulação (novamente). Após livrar seu amigo Gibbs da forca, ele fica sabendo que há alguém se passando por ele, com um navio e recrutando uma tripulação. Mas Jack Sparrow é preso pelos guardas da corte. Antes de escapar, Jack reencontra Barbossa e descobre que ele é o mais novo membro da marinha real, um corsário.
Jack acaba num pub para saber quem é o farsante que está se passando por ele. Após uma luta breve, ele descobre que essa pessoa é Angelica, uma antiga namorada de Jack, que o força a embarcar no navio Vingança da Rainha Anna, capitaneado por Barba Negra.
Ele acorda cinco dias depois e descobre que a imediata do navio é Angelica e que ela é filha de Barba Negra. Lá, ela mostra a Jack  que o seu tão amado navio, o Pérola Negra, está preso em uma garrafa.
Eles finalmente chegam na Fonte, após capturar uma sereia para o ritual, que é o seguinte:
. Dois cálices de prata do navio de Ponce de Leon
. Uma lágrima de sereia (capturadas na Baía da Espuma)
. Água da Fonte da Juventude.
Como explica Angelica:
- Os dois cálices levam a água da Fonte, um cálice leva a lágrima. A pessoa que beber a água com a lágrima ganha todos os anos de vida da outra (...), todos os anos que a pessoa viveu ou poderia ter vivido se o destino tivesse sido mais generoso.
Barbossa; Jack, Angelica, Barba Negra; E os espanhóis (que também procuravam a Fonte) alcançam seu destino ao mesmo tempo e ocorre uma luta. Os resultados são os seguintes: Os espanhóis destroem o templo da Fonte, Barbossa volta a ser pirata e agora é capitão do Vingança da Rainha Anna, mas antes disso, esfaqueia Barba Negra com uma espada envenenada e quando Angelica tenta salvar o pai, corta a mão esquerda e também é envenenada.
Jack sabe que não poderá salvar os dois e realiza o ritual da Fonte da Juventude, mas comete um "erro". Barba Negra pensa que o um dos cálices irá salva-lo e o bebe dele. Angelica bebe o outro, tentando salvar o pai, porém recebe todos os anos de vida dele, que morre.
Apesar da ódio de Angelica, ela confessa que ama Jack e ele diz que sempre a amou, mas mesmo assim Jack larga Angélica em uma ilha deserta.
A cena pós crédito é de Angelica sentada na praia. Ela encontra o boneco de vodu de Jack e sorri. Não se sabe o que aconteceu com ela.

## Elenco
- Johnny Depp como Capitão Jack Sparrow, o antigo capitão do Pérola Negra que agora está a procura da Fonte da Juventude.
- Penélope Cruz como Angelica, a filha de Barba Negra e o interesse romântico de Jack.
- Ian McShane como Edward Teach / Barba Negra, o pirata capitão do Queen Anne's Revenge (Vingança da Rainha Anna) que quer escapar da prevista morte achando a Fonte da Juventude.
- Geoffrey Rush como Capitão Hector Barbossa, antigo capitão pirata; agora um corsário na corte do Rei Jorge II e o capitão do HMS Providence, que, por ordem do Rei Jorge II está a procura da Fonte da Juventude.
- Kevin McNally como Joshamee Gibbs, o Primeiro Oficial de Sparrow, associado e seu melhor amigo.
- Richard Griffiths como Rei Jorge II da Grã-Bretanha, o rei do Império Britânico.
- Judi Dench como uma dama da sociedade.
- Stephen Graham como Scrum, um pirata servindo a bordo do Queen Anne's Revenge (Vingança da Rainha Anna).
- Sam Claflin como Phillip Swift, um missionário.
- Àstrid Bergès-Frisbey como Syrena, uma sereia.
- Greg Ellis como Tenente Comandante Theodore Groves, Primeiro Oficial do HMS Providence e ajudante de Barbossa.
- Damian O'Hare como Tenente Gilette.
- Keith Richards como Capitão Teague Sparrow, pai de Jack.
- Sebastian Armesto como Rei Fernando VI da Espanha, o rei do Império Espanhol.
- Roger Allan como Henry Pelham.
- Anton Lesser como Lorde John Carteret.

## Produção

### Desenvolvimento
O autor do livro On Stranger Tides, Tim Powers, o havia lançado em 1988. Powers havia vendido os direitos da obra para a Disney cerca de dois anos e meio antes do quarto filme de Piratas do Caribe ser anunciado e, segundo ele, não sabia que o filme teria ligação com seu livro até então. Ele disse, "Eu assisti todos os filmes várias vezes, é claro, e acho que a única coisa que claramente eles vão usar é a procura pela fonte da juventude. Meu personagem principal [John "Jack Shandy" Chandagnac] não se parece com Jack Sparrow; eles têm personalidades completamente diferentes". Um dos roteiristas do filme, Terry Rossio, afirmou que não sabe dizer se ele "é baseado [no livro], mas há elementos em comum".

### Escolha do elenco
Em setembro de 2009, o retorno de Johnny Depp como o Capitão Jack Sparrow foi confirmado. O ator tornou-se o mais bem pago de Hollywood ao receber o equivalente a R$130 milhões para estar nesse filme. Outro ator que retorna a franquia é Kevin McNally, que esteve nos três filmes anteriores como Joshamee Gibbs. Penélope Cruz também estará no elenco, atuando como o par romântico do personagem de Depp e filha de Barba Negra, que será interpretado por Ian McShane. Outros atores confirmados são Keith Richards como o pai de Sparrow, Geoffrey Rush como o Capitão Barbossa, Stephen Graham como um pirata chamado Scrum, Sam Claflin como o missionário Philip, e a atriz espanhola Astrid Bergès-Frisbey como a sereia Syrena A modelo Gemma Ward também interpretará uma sereia. Judi Dench fará uma participação especial, como uma mulher da sociedade que é seduzida e roubada por Jack Sparrow.
Keira Knightley e Orlando Bloom, que participaram dos três filmes anteriores da série, não estão nesse, pois ambos decidiram que sua história como os personagens havia acabado. Mackenzie Crook também não voltou ao seu papel de Ragetti.

### Filmagens
As filmagens foram iniciadas em junho de 2010, no Havaí, e também foi gravado em Londres. Originalmente, o filme seria rodado no Caribe e em Los Angeles, mas as locações foram mudadas para baratear os custos, já que os incentivos fiscais nessas áreas são menores. Com um orçamento de 378 milhões de dólares, outras medidas foram tomadas pelos estúdio para tornar o projeto mais barato, como serem rodadas mais cenas na terra do que no mar, menor quantidade de efeitos especiais - cerca de 1.400, quando o anterior contou com 2.000 - e aproximadamente 90 dias de filmagens, enquanto Pirates of the Caribbean: At World's End teve 142.

## Recepção

### Crítica
On Stranger Tides foi recebido com críticas geralmente médias ou mistas. Obteve uma média de 34% de aprovação no Rotten Tomatoes, que se baseou em 249 críticas recolhidas, das quais 84 foram consideradas positivas e 165, negativas. No entanto, 61% dos cerca de 145,5 mil usuários do site que avaliaram o filme, o deram 3,5 estrelas ou mais - em uma escala de até cinco. Por comparação, o Metacritic calculou uma média de 46/100, baseado em 36 críticas recolhidas.
Em uma crítica publicada no Washington Post, Ann Hornaday avaliou o filme com três estrelas - em um máximo de cinco. Ela afirmou que "os cinéfilos que tornaram os filmes de Piratas do Caribe gigantes de bilheteria não precisam se preocupar. On Strange Tides é tão fresco e emocionante quanto a primeira vez em que Jack Sparrow agitou sua fivela, colocando mais energia em uma franquia que não mostra qualquer sinal de desgaste". No Entertainment Weekly, Owen Gleiberman o comparou com a base do seu enredo, a procura pela fonte da juventude, dizendo, "não é o sonho de qualquer sequência em uma grande franquia parecer tão fresca e nova quanto a anterior? E ter certeza de que a franquia em si irá permanecer eternamente jovem? Uma sequência como On Stranger Tides, no entanto, parece um tônico anti-envelhecimento empurrado para o público". Ele avaliou o filme com um "C".
No site brasileiro Omelete, Marcelo Forlani comentou que "na tentativa de evitar as confusões do terceiro Piratas do Caribe, cada um dos detalhes desta nova trama digna de Indiana Jones é explicado nos seus pormenores, de forma mais didática que os planos dos inimigos do Scooby-Doo. [..] O quarto filme da série Piratas do Caribe dá voltas, sobe, desce, pula de penhascos, brinca bem de leve com o sobrenatural e faz gracinhas, mas acaba no mesmo lugar. Os fãs certamente vão gostar de tomar mais um porre de rum ao lado de Jack Sparrow".

### Bilheteria
On Stranger Tides obteve a maior estreia internacional da história do cinema até seu lançamento, com US$256,3 milhões durante seus primeiros cinco dias de exibição fora dos Estados Unidos, superando Harry Potter e o Enigma do Príncipe.
No dia 4 de julho de 2011, a Disney confirmou que o filme havia ultrapassado um bilhão de dólares em bilheteria ao redor do mundo. Embora tenha sido a menor bilheteria da série nos Estados Unidos, conseguindo pouco mais de 235 milhões de dólares, é a segunda maior mundialmente, na frente de No Fim do Mundo (963 milhões) e A Maldição do Pérola Negra (654 milhões) e atrás de O Baú da Morte, que chegou a um bilhão e 66 milhões.
Atualmente é a décima maior bilheteria da história. Permaneceu até maio de 2012 na oitava posição, até Os Vingadores alcançar o posto e posteriormente ser a terceira maior bilheteria da história.

## Continuação
A Walt Disney Pictures anunciou oficialmente que já está trabalhando na produção de Pirates of the Caribbean: Dead Men Tell No Tales. O estúdio já revelou informações sobre o novo filme da franquia. A produção novamente será de Jerry Bruckheimer e será dirigido pela dupla de diretores Joachim Rønning e Espen Sandberg. Johnny Depp retornará como Capitão Jack Sparrow.